# Johan Henrik Bergman
Johan Henrik Bergman, född 1791 i Lappträsk, död 2 maj 1856 i Lovisa, var en finländsk pianotillverkare och snickarmästare i Lovisa.
Under sin livstid tillverkade Bergman ett fåtal taffelpianon.

## Biografi
Bergman föddes 1791 i Lappträsk. Han var huvudsakligen snickare och hade tidvis 15 gesäller och lärlingar. Bergman avled 2 maj 1856 i Lovisa.
Bergman gifte sig med Anna Christina Wikman (1798-1854). De fick tillsammans sonen Magnus Edvard. De hade även en styvson Niklas Gulin.

## Bevarade instrument
- Taffelpiano från omkring 1850. Lovisa museum.
- Taffelpiano. Privat ägo.